# Le Mort en fuite
Pour plus de détails, voir Fiche technique et Distribution.
Le Mort en fuite est un film français réalisé par André Berthomieu, sorti en 1936.

## Synopsis
Deux médiocres comédiens des "Folies printanières", Hector Trignol (Jules Berry) et Achille Baluchet (Michel Simon), inventent un crime imaginaire pour se faire de la publicité : Achille fera croire qu'il a assassiné Hector par rivalité amoureuse, et lorsque la presse se sera emparée de ce fait divers, la "victime" réapparaîtra pour disculper Achille et en faire un héros. 
Pour la vraisemblance, les deux amis se menacent en public, et font du tapage dans leur chambre avant qu'Hector ne quitte l'immeuble en catimini sans être vu de la concierge. Mais contrairement à ce que les deux complices avaient imaginé, personne ne prête attention à la disparition d'Hector, et ce dernier s'impatiente dans sa cachette, à Bruxelles. Il finit par envoyer une lettre anonyme au procureur de la République pour dénoncer le "crime", mais Baluchet a beau s'évertuer à se rendre suspect, les enquêteurs croient seulement à une "fugue" de Trignol.
C'est alors que la meneuse de revue Myra, censée être la cause de la rivalité amoureuse de Baluchet et de Trignol, imagine de tirer profit de la disparition de ce dernier pour sa propre publicité. Achille est finalement arrêté, et c'est en vain qu'il clame son innocence, d'abord devant le ,juge d'instruction, puis devant la cour d'assises. Le verdict tombe : il sera condamné à la peine capitale, et sa demande de grâce présidentielle sera rejetée.
Entre-temps, se sentant épié, Trignol s'est réfugié à Berlin, puis à Varsovie, où il a été enlevé car il est le sosie du général russe Mikhaïl Popov. Il comparaîtra devant une cour martiale, et sera condamné à être fusillé…

## Fiche technique
- Titre : Le Mort en fuite
- Réalisateur : André Berthomieu, assisté d'André Zwobada
- Scénario original : Loïc Le Gouriadec
- Adaptation et dialogues : Carlo Rim
- Photographie : Jean Isnard, assisté de Jean Bourgoin, Jean Maillois, et Pierre Lebon
- Musique : Marcel Lattès
- Décors : Jean d'Eaubonne
- Son : Paul Boistelle
- Montage : Marcel Cohen
- Production : Roger Richebé
- Société de production : La Société des films Roger Richebé
- Directeur de production : Pierre Schwab
- Pays d'origine :  France
- Format : Noir et blanc - 35 mm - 1,37:1
- Genre : Comédie de mœurs
- Durée : 85 minutes
- Date de sortie : France, 20 novembre 1936
- Affiche : Bernard Lancy (France)

## Distribution
- Jules Berry : Hector Trignol
- Michel Simon : Achille Baluchet
- Mary Glory : Myra
- Fernande Albany : Olga
- Gaston Mauger : le directeur du théâtre
- Gabrielle Fontan : la concierge
- Paul Gury (pseudonyme du scénariste Loïc Le Gouriadec) : Ivan
- Claire Gérard : Madame Irma
- Paul Faivre : le gardien
- Hugues de Bagratide  : le juge
- Georges Paulais : un policier
- Marcel Vibert : l'avocat
- Edy Debray : le médecin aliéniste
- Robert Ozanne : le reporter
- André Siméon : un agent
- Jean Diéner
- Pierre Ferval
- Robert Ralphy
- Pierre Mindaist

## Autres adaptations
Le scénario de Loïc Le Gouriadec a connu deux autres adaptations :
- en 1938, une version anglaise, Fausses Nouvelles, Break the News, de René Clair
- en 1955, Les deux font la paire (ou Le Mort en fuite) réalisé à nouveau par André Berthomieu.